# Pseudagapostemon jenseni
Pseudagapostemon jenseni là một loài Hymenoptera trong họ Halictidae. Loài này được Friese mô tả khoa học năm 1908.